# شاهبوز
شاهبوز (به لاتین: Şahbuz) شهری در شهرستان شاهبوز کشور جمهوری آذربایجان است. جمعیت این شهر بر اساس سرشماری سال ۱۹۸۹ میلادی، ۲٫۲۸۳ نفر و بر اساس سرشماری سال ۲۰۰۸ میلادی، ۲٫۸۰۰ بوده‌است.